# Daily Chronicle

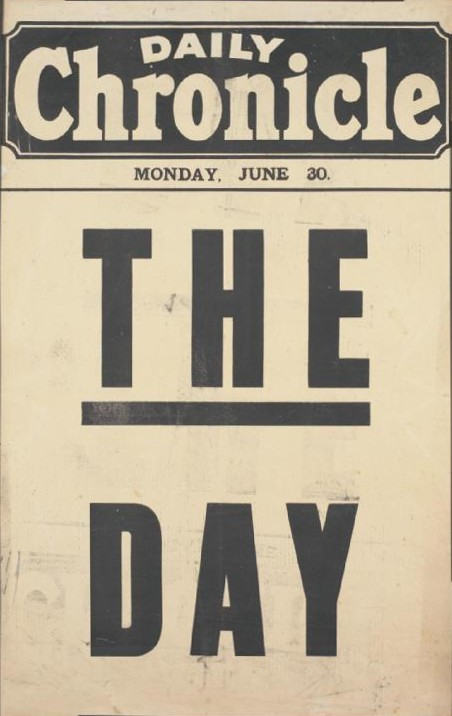
Cartaz do Daily Chronical : "O Dia", 30 de Junho de 1919 referindo-se à assinatura do

um jornal  publicado entre 1872 e 1930quando foi fundido com  Daily News tornando-se o News Chronicle.

## História
O jornal foi criado em 1872 com a designação de Clerkenwell News, custando um meiopenny. Em 1876, foi comprado por Edward Lloyd, renomeado para Daily Chronicle e relançado por Londres. O número de jornais a circular passou de 8 000 para 140 000 cópias por edição.
Depois de ter à frente vários editores, o jornal passou a ser respeitado e, em 1914, o número de jornais em circulação excedia o total combinado dos The Times, Daily Telegraph, Morning Post, Evening Standard e Daily Graphic.
A maioria dos jornais nacionais britânicos apoiavam o seu partido político, e o Daily Chronicle não era excepção: apoiava o Partido Liberal e David Lloyd George, de esquerda e a participação do Reino Unido na Segunda Guerra Mundial. Um dos seus repórteres, Sir Arthur Conan Doyle, ficaria famoso pelo seu personagem Sherlock Holmes.
A 9 de Abril de 1918, o Primeiro-Ministro David Lloyd George enganou a Câmara dos Comuns do Reino Unido sobre a força do Exército Britânico. Sir Frederick Barton Maurice escreveu uma carta ao jornal acusando David Lloyd George de enganar o parlamento mas, em vez de abrir um inquérito sobre as alegações, Maurice foi forçado a reformar-se do exército. Mais tarde, foi contratado para correspondente militar do Daily Chronicle.
Esta atitude enfureceu Lloyd George que formou um grupo (United Newspapers) para comprar o jornal e despedir Maurice. O editor rescindiu o seu contrato em protesto daquilo que chamava de censura. Depois de vários donos, o jornal foi comprado em 1926 por Sir  David Yule de Bricket Wood, Hertfordshire, Inglaterra.
Em 1930, o Daily Chronicle sofreu uma fusão com o Daily News para dar origem ao News Chronicle.

## Editores
1872: J. A. Manson
1877: R. Whelan Boyle
1890: Alfred Ewan Fletcher
1895: Henry William Massingham
1899: W. J. Fisher
1904: Robert Donald
1918: Ernest Perris